# Kuchnia polska (serial telewizyjny)
Kuchnia polska – polski serial telewizyjny polityczny w reżyserii Jacka Bromskiego. Serial powstał równolegle z wersją filmową o takim samym tytule. Widzowie porównywali film z Przesłuchaniem Ryszarda Bugajskiego.

## Fabuła
Po II wojnie światowej porucznik Stanisław Szymanko wraca z Wielkiej Brytanii do ojczyzny wraz ze swoją żoną Angielką, Margaret. Tuż po narodzinach córki, okazując radość z tego powodu, zostaje aresztowany na ulicy - jak się okazuje w dniu śmierci Józefa Stalina (5 marca 1953). Śledczy wiążą jego służbę lotnika w Anglii podczas II wojny światowej i pracę w lotnictwie cywilnym w powojennej Polsce i formułują wobec niego zarzut szpiegostwa. Jego żona usiłuje ratować męża. Angielka zwraca się z prośbą o pomoc do pułkownika Bergmana, który obiecuje się wstawić za jej mężem. Jerzy Bergman składając kolejne obietnice usiłuje uwieść zrozpaczoną kobietę. Tymczasem w procesie Szymanki zapada wyrok. W dalszej części serialu widz obserwować może losy bohaterów oraz ich dzieci.

## Obsada
Role główne
- Marek Kondrat – Stanisław Szymanko
- Krystyna Janda – Margaret Szymanko
- Piotr Machalica – Henryk Kowalczyk
- Krzysztof Kolberger – Jerzy Bergman
- Anna Chodakowska – Alicja Bergman
- Teresa Budzisz-Krzyżanowska – Irena Biesiekierska
- Wiktor Zborowski – Jan Biesiekierski
- Julia Kolberger / Jolanta Jackowska – Agnieszka Bergman

Pozostałe role
| - Barbara Babilińska – kobieta na dożynkach; Irina ciotka Maszy - Mieczysław Kadłubowski – ksiądz - Eugeniusz Kamiński – generał Władysław Łabuz - Joanna Kasperska – sekretarka Bergmana - Anemona Knut / Monika Świtaj – Marysia Kowalczyk - Tomasz Kozłowicz – Piotr, późniejszy mąż Agnieszki Bergman - Sława Kwaśniewska – Jarosława Szymanko, matka Stanisława |  | - Johan Leysen – Dirk Vandendries, kochanek Marysi - Teresa Lipowska – dyrektorka szkoły - Krzysztof Majchrzak – major Bolko - Izabela Mikołajczyk / Anna Romantowska – Zuzanna Szymanko - Janusz Onufrowicz / Wojciech Wysocki – Ferdynand Biesiekierski - Kazimierz Orzechowski – ksiądz Kazimierz, proboszcz w Biesiekierach - Halina Rowicka – Helena Kowalczykowa - Piotr Warszawski – Jacek Trawiński |

Gościnnie
Odcinek 1 i 2
| - Marek Bartkowicz – mężczyzna w samolocie - Włodzimierz Bednarski – generał LWP w restauracji hotelu „Monopol” - Aleksandr Borodiański – major Kriworuczenko - Michał Breitenwald – tajniak pod domem Kowalczyka - Zofia Czerwińska – kobieta w samolocie - Jacek Domański – tajniak w mieszkaniu Szymanków - Hanna Dunowska – hrabianka Sobańska - Zygmunt Fok – portier w szpitalu - Andrzej Gawroński – urzędnik przy wykwaterowaniu Szymanków - Andrzej Grabarczyk – przewodnik w samolocie do Szwecji, oficer UB - Piotr Grabowski – ksiądz w samolocie - Andrzej Grąziewicz – prokurator - Jerzy Gudejko – adiutant generała w restauracji hotelu „Monopol” - Sławomir Holland – zabójca Margaret - Ryszard Jabłoński – Chrobot, milicjant w Miłkowie - Jan Jurewicz – kapral, posterunkowy w Miłkowie |  | - Jarosław Kopaczewski – Lipiński, podwładny Bolka - Mariusz Leszczyński – obrońca Szymanki - Gustaw Lutkiewicz – dyrektor PGR - Kazimierz Mazur – strażnik w więzieniu - Janusz Michałowski – mecenas Świątek - Agnieszka Mirowska – dziewczyna w samolocie - Wasilij Miszczenko – żołnierz radziecki - Leon Niemczyk – Ignacy Feureisen - Sławomir Orzechowski – Jerzy Mizerski - Zdzisław Rychter – Fajbusiewicz, podwładny Bolka - Piotr Rzymyszkiewicz – mężczyzna zastrzelony podczas próby ucieczki do Szwecji - Jerzy Słonka – tragarz - Jacek Strzemżalski – milicjant - Kazimiera Utrata – mieszkanka rudery - Waldemar Walisiak – strażnik w siedzibie urzędu Bergmana - Włodzimierz Wiszniewski – sołtys w Miłkowie - Tadeusz Wojtych – krawiec, organizator „wyjazdu do Szwecji” - Krzysztof Wróblewski – rzeźnik Marchoł - Jerzy Zass – sędzia na procesie Szymanki - Andrzej Żółkiewski – oficer UB otrzymujący odznaczenie |

Odcinek 3
| - Leonard Andrzejewski – portier w akademiku - Stanisław Bieliński – ojciec Kowalczyka - Maciej Borniński – oficjel na dożynkach - Jacek Braciak – student przynoszący wino - Ewa Gawryluk – Franciszka Biesiekierska - Józef Konieczny – Sylwestrowicz, przełożony Szymanki w Radzie Narodowej - Bernard Krawczyk – myśliwy von Modrov - Anna Mucha – Ania Biesiekierska |  | - Karol Stępkowski – personalny w „Orbisie” - Karina Szafrańska – dziewczyna na dożynkach - Aniela Świderska – matka Kowalczyka - Piotr Wiszniowski – Twardochlip, mieszkaniec akademika - Piotr Włodarczyk – myśliwy Bohm - Piotr Zelt – Koń, mieszkaniec akademika |

Odcinek 4
| - Andrzej Blumenfeld – major przesłuchujący Jacka - Stanisław Brudny – lekarz, członek komisji wojskowej - Janusz Bukowski – Świergot, uczestnik narady PZPR - Andrzej Chichłowski – tajniak - Maria Chwalibóg – matka Piotra - Maciej Ćwik – student ASP - Zbigniew Gawroński – rybak - Teresa Gniewkowska-Ejmont – sąsiadka żegnająca matkę Piotra na dworcu - Tadeusz Hanusek – Pan Tadeusz, sąsiad żegnający matkę Piotra na dworcu - Paweł Iwanicki – kolporter ulotek - Aleksandra Koncewicz – Celina - Krzysztof Kowalewski – szef komisji wojskowej - Władysław Kowalski – profesor Bolesław Szokalski - Henryk Łapiński – prorektor Politechniki |  | - Agnieszka Mirowska – koleżanka Agnieszki - Paweł Nowisz – Władysław Gomułka - Bartosz Opania – Jarek, przyjaciel Piotra - Izabela Orkisz – urzędniczka na poczcie - Bogusław Parchimowicz – tajniak - Cezary Pazura – milicjant pałujący Jacka - Radosław Pazura – Rafał, przyjaciel Piotra - Ryszard Radwański – tajniak - Eugeniusz Robaczewski – Owsiany, uczestnik narady PZPR - Justyna Sieńczyłło – Studentka ASP - Andrzej Słabiak – tajniak - Ryszard Straszewski – profesor, sygnatariusz listu protestacyjnego - Jerzy Tkaczyk – towarzysz - Grzegorz Warchoł – Rubiszewski - Paweł Wilczak – Marek Włodarczak - Kazimierz Wysota – milicjant pałujący Jacka - Tomasz Zaliwski – pułkownik Świątek |

Odcinek 5
| - Arkadiusz Bazak – Sołtysiak, oficer MO ze Śląska - Alain Bertrand – przemawiający przywódca związkowy - Jacek Bromski – Amerykanin witający Kowalczyka - Andrzej Brzeski – Karpiński, członek kierownictwa MSW - Aleksander Chochłow – oficer radziecki - Marek Cichucki – wopista - Karen De Visscher – ginekolog - Dany Deprez – przemawiający przywódca związkowy - Tadeusz Falana – kierowca ambasady amerykańskiej - Marek Frąckowiak – strajkujący robotnik - Jarosław Gruda – strajkujący robotnik - Kevin Hayes – dziennikarz - Krzysztof Janczak – pracownik stacji benzynowej - Aleksander Kalinowski – strajkujący robotnik |  | - Janusz Kargul – przemawiający przywódca związkowy - Ewa Magiera – dziennikarka - Jerzy Molga – wicepremier na rozmowach z komitetem strajkowym - Wiktor Proskurin – generał Worobiow - Witold Pyrkosz – generał Marczuk - Katarzyna Robińska – dziennikarka - Henri Seroka – agent CIA - Ted Simmon jr – agent CIA - Marek Siudym – przewodniczący komitetu strajkowego - Krzysztof Stelmaszyk – major Moczydłowski - Krzysztof Stroiński – pułkownik Gryczka, podwładny Kowalczyka - Bronisław Surmiak – generał Mielecki - Hilde van Mieghem – Hilda Vandendries - Magdalena Warzecha – studentka na spotkaniu z Bergmanem - Andrzej Zieliński – dźwiękowiec Jeremiasz |

Odcinek 6
| - Władimir Abramuszkin – Rogatin, urzędnik z ministerstwa - Monika Boniecka – redaktorka prowadząca program z Bergmanem - Tadeusz Borowski – Stępiński - Maria Czubasiewicz – Stępińska, znajoma Biesiekierskich - Jan Machulski – doktor Kozłowski - Liza Machulska – Lena Szewczuk - Jolanta Marynowicz – mieszkanka Lwowa - Sławomir Olszewski – dozorca |  | - Lech Ordon – proboszcz - Hanna Polk – pracownica fundacji - Piotr Polk – Dziurawiec - Marta Rodziewicz – dziewczyna w szpitalu - Masza Ryżykowa – Masza - Jagoda Stach – dziewczynka w szpitalu - Andrzej Strzelecki – Juliusz, redaktor naczelny pisma - Bogdan Szczesiak – dziennikarz na spotkaniu z Bergmanem |